# 흑점줄전갱이
흑점줄전갱이(Pseudocaranx dentex)는 전갱이목 전갱이과에 속하는 물고기이다. 몸길이는 1.2m인 대형어류에 속한다.

## 특징과 먹이
흑점줄전갱이는 전갱이목 전갱이과에 속하는 어종으로 몸은 청록색, 어두운 녹색, 노란색 은백색을 가지고 있다. 몸의 중앙을 가로지르는 옆줄은 노란색이며 옆줄을 기준으로 몸의 등쪽은 청록색과 어두운 녹색을 하고 있고 배쪽은 은백색을 하고 있다. 지느러미는 모두 노란색을 띄고 있지만 꼬리지느러미는 어두운 녹색과 노란색이 혼합되어 있다. 입이 길게 튀어나와서 눈지름의 2배에 달한다. 양턱에는 짧지만 강한 송곳니가 1줄로 줄지어 나있으며 서골에는 작고 날카로운 이빨이 촘촘히 나 있다. 아가미뚜껑뼈는 부드럽고 몸은 매우 작은 빗비늘들이 빽빽하게 덮여 있다. 먹이로는 멸치, 청어, 꽁치, 정어리와 같은 작은물고기들과 오징어와 같은 두족류, 갑각류를 잡아먹는 육식성물고기가 된다.

## 서식지와 어획
흑점줄전갱이는 동부 태평양을 제외한 모든 태평양, 인도양, 대서양에 서식하며 수심 80~200m의 표해수대에 서식하는 어류이다. 한대 수역에서는 연안에도 분포하며 어려서는 만이나 얕은 대륙사면에 살지만 성어가 되면 좀더 깊은 대륙사면의 바닥 가까이에서 살게 된다. 흑점줄전갱이는 식용으로도 이용이 되어서 어획을 하는데 흑점줄전갱이는 식용으로 쓰일 때는 주로 회, 초밥, 매운탕으로 먹는다.

## 같이 보기
- 전갱이목
- 전갱이과